# 加藤 (つくばみらい市)

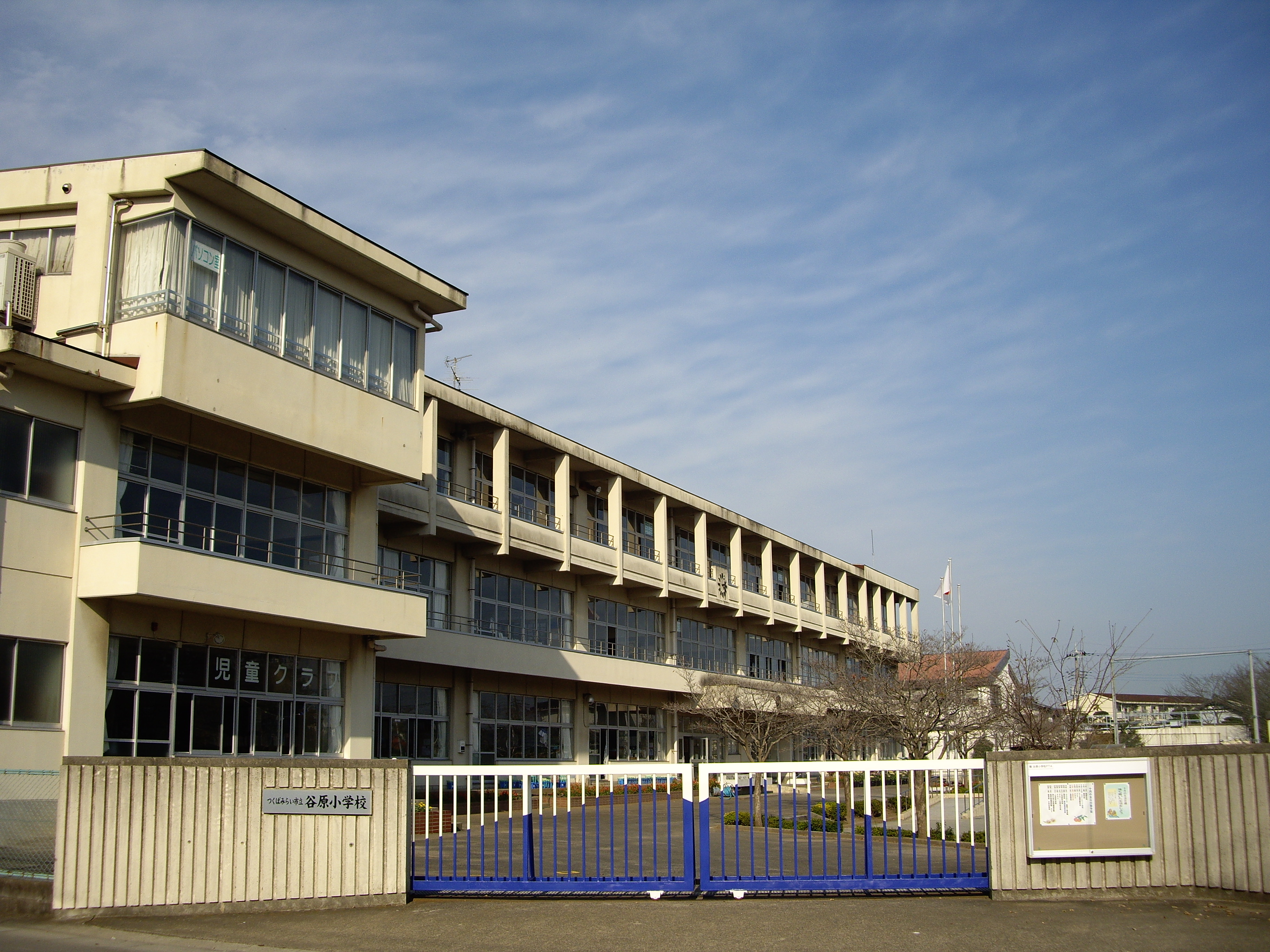
つくばみらい市立谷原小学校

加藤（かとう）は、茨城県つくばみらい市の地名。郵便番号は300-2424。

## 地理
つくばみらい市の中部に位置し、地域内を茨城県道・千葉県道3号つくば野田線、常磐自動車道が通る。常総地方広域市町村圏事務組合消防本部つくばみらい消防署谷和原出張所、つくばみらい市役所谷和原庁舎がある。
東は古川、西は鬼長・上小目、南は下小目・成瀬、北は川崎（飛地）と接している。

### 世帯数と人口
2017年（平成29年）8月1日現在の世帯数と人口は以下の通りである。
| 大字 | 世帯数 | 人口  |
| ---- | ------ | ----- |
| 加藤 | 38世帯 | 107人 |

### 小・中学校の学区
市立小・中学校に通う場合、学区は以下の通りとなる。
| 番地 | 小学校     | 中学校       |
| ---- | ---------- | ------------ |
| 全域 | 谷原小学校 | 谷和原中学校 |

## 歴史
2011年（平成23年）3月11日の東北地方太平洋沖地震では、震度6弱を記録した。

## 交通
つくばみらい市コミュニティバス「みらい号」が地域内を走っている。最寄駅は首都圏新都市鉄道つくばエクスプレスみらい平駅、もしくは関東鉄道常総線小絹駅である。
コミュニティバス
地域内には「谷和原庁舎」の停留所がある。
| 系統 | 主要経由地                                          | 行先           | 運行会社 |
| --- | --------------------------------------------------- | -------------- | -------- |
| 北西（右） | 守谷駅東口・小絹駅・福岡寺前・紫峰ヶ丘2丁目         | 循環みらい平駅 | ■関鉄    |
| 北西（左） | 小絹駅・小絹コミセン入口・守谷駅東口・紫峰ヶ丘2丁目 | 循環みらい平駅 | ■関鉄    |
| 備考 - 循環は循環路線 - 北西（右）は、つくばみらい市コミュニティバスの系統。北西は北西ルート、（右）は右回りを意味する。 |                                                     |                |          |

## 施設
- つくばみらい消防署谷和原出張所
- つくばみらい市役所谷和原庁舎
- つくばみらい市立谷原小学校
- 加藤妙見神社